# تعدد الأشكال (علم الأحياء)
تعدد الأشكال (بالإنجليزية: Polymorphism)‏ في علم الأحياء يحدث عندما يوجد نمطان ظاهريان مختلفان أو أكثر في نفس التجمع الأحيائي للنوع، أي بكلمات أخرى، يظهر أكثر من شكل (بالإنجليزية: morph)‏ واحد. حتى تُصَّنف الأشكال على أنها كذلك، يجب أن تظهر بنفس الموطن وبنفس الوقت وينبغي أن تكون تابعة لتجمع أحيائي عشوائي التزاوج.
يمكن استخدام مصطلح تعدد الصفات الظاهرية لتوضيح الفكرة التي تنص على نشوء الأشكال المختلفة من نفس النمط الوراثي. وتعدد الأشكال الوراثية مصطلحٌ يستخدمه علماء الوراثة وعلماء البيولوجيا الجزيئية بشكل مختلف بعض الشيء لوصف طفرات معينة في النمط الوراثي، مثل الأشكال المتعددة للنوكليوتيدات الفردية التي قد لا تتوافق دائماً مع النمط الظاهر، ولكنها تتوافق دائماً مع فرع في الشجرة الوراثية.
تعدد الأشكال شائع في الطبيعة. حيث يرتبط بالتنوع البيولوجي والتنوع الجيني والتكيف. وعادة ما يعمل تعدد الأشكال من أجل الاحتفاظ بمجموعة متنوعة من الأشكال في مجتمع يعيش في بيئة متنوعة، فالمثال الأكثر شيوعاً عن هذه الحالة هو مثنوية الشكل الجنسية التي تحصل عند العديد من الكائنات. ومن الأمثلة الأخرى الأشكال المشاكلة للفراشات (انظر التنكر) والهيموغلوبين البشري والزمر الدموية.
ينتج تعدد الأشكال عن عمليات تطورية، وذلك وفقاً لنظرية التطور. وتعدد الأشكال وراثي، ويُعدّل عن طريق الانتقاء الطبيعي. في تعدد الصفات الظاهرية لدى الكائنات الحية، يسمح التركيب الجيني للفرد بظهور أشكال مختلفة، وآلية التعديل هذه والتي تحدد الشكل هي بيئية. أما في تعدد الأشكال الوراثية، يحدد التركيب الوراثي الشكل الناتج.
يشير مصطلح تعدد الأشكال أيضاً إلى ظهور أكثر من نوعين مختلفين من الناحية الهيكلية والوظيفية، ويدعى عندها بشبه حيواني، أي خلية حية مستقلة داخل الكائن الحي ذاته. إنها سمة مميزة للاسعات. فعلى سبيل المثال، لدى حيوان الأوبيليا شكلان من الأفراد: الـ Gastrozooids وهم الأفراد القادرون على التكاثر اللاجنسي فقط، وهناك أيضاً الأفراد الذين يعيشون بحرية ويتكاثرون جنسياً كقنديل البحر.

## الاصطلاح
إن تعدد الأشكال مصطلح واسع جداً، خاصة عند استخدامه بشكل عام. أما في علم الأحياء، فأعطي تعدد الأشكال معنى محدد يمكن تمييزه عن أحادي الشكل (أي وجود شكل واحد فقط). هناك مصطلح أكثر تحديداً، ويُستخدم عندما يظهر شكلان فقط، ويدعى هذا المصطلح مثنوية الشكل.
يهمل المصطلح الخصائص التي تُظهر تبايناً مستمراً (مثل الوزن)، على الرغم من كون هذه الخصائص قابلة للتوريث. ويتعامل تعدد الأشكال مع الأشكال التي يكون الاختلاف فيها متمايزاً (متقطع) أو ثنائي النمط بشكل ملحوظ أو متعدد الأنماط.
يجب أن يشغل الشكل الموائل ذاتها في الوقت ذاته. وتُستثنى من ذلك الأعراق الجغرافية والأشكال الموسمية and for classical genetics by جون ماينارد سميث (1998). ويشيع استخدام عبارة “شكل” أو Morph أو “تعدد الأشكال” للعرق الجغرافي المختلف ظاهرياً، ولكنه استخدامٌ غير صحيح. حيث تكمن أهمية التباين الجغرافي في دوره المؤدي إلى حدوث انتواع متباين الموطن، بينما يحدث تعدد الأشكال الحقيقي عند الكائنات ذات التزاوج العشوائي.
استُخدم المصطلح في بادئ الأمر لوصف الأشكال المرئية. ولكن في عصرنا الحالي، وُسّع المصطلح ليشمل أشكالاً خفية –الزمر الدموية مثلاً –والتي يُكشف عن وجودها بإجراء اختبارات معينة.
لا تُصنّف الاختلافات النادرة ضمن تعدد الأشكال، وكذلك الأمر بالنسبة للطفرات. ولكي نستطيع استخدام مصطلح تعدد الأشكال، يجب أن يكون هناك نوع من التوازن بين الأشكال التي ترتكز عليها الوراثة. فالمعيار المستخدم في هذه الحالة هو تواتر الشكل الأقل شيوعاً، والذي يجب ألا يكون ناتجاً عن طفرات جديدة، أو أن يكون أكبر من 1% كمرجع تقريبي (رغم أنه أعلى بكثير من أي معدل طفرة طبيعي لأليل واحد).

## الآليات
هناك 3 آليات مسؤولة عن حدوث تعدد الأشكال:
تعدد الأشكال الوراثية: حيث يُحدَد النمط الظاهري لكل فرد وراثياً.
إستراتيجية الإنماء الشرطية: حيث تحدِد النماذج البيئية النمطَ الظاهري لكل فرد.
إستراتيجية الإنماء المختطلة: حيث يُحدد النمط الظاهري بطريقة عشوائية خلال التطور.

## علم البيئة
يغيّر الانتقاء، سواء كان طبيعياً أو اصطناعياً، تواتر الأشكال ضمن تجمع سكاني معين. يحدث هذا الأمر عندما تتكاثر الأشكال المختلفة بدرجات متفاوتة من النجاح. وعادة ما يستمر تعدد الأشكال الجيني (أو المتوازن) على مدى أجيال عديدة، ويبقى محفوظاً بتأثير ضغوط انتقائية قوية ومتعاكسة. وجد Diver (1929) أن أشكال صدفات حلزون الأيكة المختلفة تعود إلى العصر الهولوسيني.
تمتلك القردة غير البشرية زمراً دموية مماثلة لتلك الموجودة عند الإنسان. وتلك إشارة واضحة على قِدَم هذا النوع من تعدد الأشكال، حيث يعود على الأقل لآخر سلف مشترك بين القردة والإنسان، وربما أبعد من ذلك.
يرتبط تعدد الأشكال ارتباطاً وثيقاً بتكيّف الأنواع مع بيئتها. فربما تختلف في اللون والغذاء والافتراس ونواح أخرى عديدة. ولتعدد الأشكال ميزة في استغلال الفرص ]مبهمة[، أي لتعدد الأشكال أهمية في البقاء. ويعزز اختيار الجينات المعدلة حدوث تعدد الأشكال. بالإضافة إلى ذلك، يرتبط تعدد الأشكال على ما يبدو بمعدلٍ أعلى من الانتواع.

## تعدد الأشكال وتنوع البيئة الملائمة
تحدث ج. إيفلين هتشينسون مؤسس بحث البيئة الملائمة قائلاً: “من وجهة نظر بيئية، من المحتمل أن تتكون جميع الأنواع، أو الشائعة منها على الأقل، من مجموعات تتكيف مع أكثر من مكان واحد” [13]. ودعم تعليقه هذا بأمثلة كمثنوية الحجم الجنسي والتنكر. فإن نظرنا إلى الكائنات التي يتميّز ذكورها بالعمر القصير والحجم الأصغر من الإناث، سنجد أن الذكر لا ينافس الأنثى عند اقترابها من مرحلة البلوغ. حيث يسمح اختلاف الحجم لكلا الجنسين باستغلال بيئات مختلفة. وفي الحالات المعقدة من التنكر، أي عند الفراشة الإفريقية Papilio dardanus على سبيل المثال، تحاكي أشكال الإناث مجموعة من النماذج المستهجنة، وغالباً في المنطقة ذاتها. وبالطبع، ستتناقص ملائمة كل نوع من أنواع التنكر مع مرور الوقت حيث يصبح أكثر شيوعاً، لذلك يتم الحفاظ على تعدد الأشكال عن طريق الاختيار المعتمد على التردد. وبالتالي يتم الحفاظ على كفاءة التنكر عند عدد كبير من الكائنات.

## طرق التحقق
يتطلب التحقق في تعدد الأشكال استخدام كل من التقنيات الميدانية والمخبرية. فمن الناحية الميدانية، يجب إجراء التالي:
- مسح تفصيلي لحدوث الظاهرة والعادات والافتراس.
- اختيار منطقة أو مناطق بيئية ذات حدود مُعرّفة جيداً.
- أسر الحيوانات وتثبيتها وإطلاق سراحها ثم إعادة أسرها (انظر تثبيت العلامة وإعادة الأسر).
- الأعداد النسبية وتوزّع الأشكال.
- تقدير تعداد الكائنات.

أما في المختبر، فيتم استخدام ما يلي:
- البيانات الوراثية من المهجنات
- أقفاص الكائنات
- علم الأحياء الخلوي إن أمكن
- استخدام الاستشراب أو تقنيات مماثلة إذا كانت الأشكال خفية (أو استخدام الكيمياء الحيوية مثلاً)

إن أهمية تعدد الأشكال بالنسبة للأنواع غير مؤكدة بدون العمل الميداني السليم. وسيكون الأساس الوراثي غامضاً بدون اللجوء إلى العمل المخبري. وقد يستغرق العمل سنواتٍ عديدة، حتى عند التعامل مع الحشرات. فعلى سبيل المثال، هناك أبحاث حول تنكر Batesian بدأت منذ القرن التاسع عشر ولا تزال جارية حتى يومنا هذا.

## صحتها بالنسبة لنظرية التطور
كان تعدد الأشكال أمراً مهماً عندما قام E. B. Ford وزملاؤه بإجراء بحثٍ في علم الوراثة البيئية منذ منتصف العشرينيات وحتى السبعينيات من القرن الماضي (وهناك أبحاثٌ مماثلة تجرى اليوم، خاصة في مجال التنكر). كان للنتائج تأثير كبير على الاصطناع التطوري الحديث في منتصف القرن، وعلى نظرية التطور الحالية. حيث بدأ العمل في وقت لم يُعتبر فيه الانتقاء الطبيعي الآلية الأساسية للتطور. واستمر العمل حتى منتصف الفترة عندما كانت أفكار سيوال رايت Sewall Wright حول الانحراف الوراثي شهيرة وهامة، وحتى الربع الأخير من القرن العشرين عندما جذبت أفكارٌ معينة كنظرية التطور الجزيئي المحايدة لموتو كيمورا الكثير من الاهتمام. تكمن أهمية العمل في علم الوراثة البيئية في إظهار مدى أهمية الانتقاء في تطور المجموعات الطبيعية، وهذا الانتقاء هو قوة أقوى بكثير مما كان يتخيل علماء الوراثة آنذاك، أمثال هولدين وفيشر، واللذين آمنوا بأهمية الانتقاء بشدة.
وخلال عقدين فقط، دعمت أعمال كل من Fisher وFord وArthur Cain وPhilip Sheppard وCyril Clarke الانتقاء الطبيعي باعتباره التفسير الرئيسي للاختلاف بين المجموعات الطبيعية. وحلّت هذه النظرية محل الانحراف الوراثي. ونستطيع رؤية الأدلة التي تثبت هذه النظرية في كتاب ماير الشهير “أنواع الحيوانات والتطور” [28] وكتاب “الوراثة البيئية” لفورد. يمكن رؤية تحولات مماثلة في التركيز والدراسات لدى معظم المشاركين الآخرين في الاصطناع التطوري الحديث، أمثال G. Ledyard Stebbins ودوبجانسكي، لكن الأخير كان بطيئاً في تغيير أفكاره.
وميز كيمورا بين التطور الجزيئي الذي رأى أنه واقع تحت سيطرة طفرات محايدة بشكل انتقائي، وبين السمات المظهرية التي قد يهيمن عليها الانتقاء الطبيعي بدلا من الانحراف.